# Xorides crudelis
Xorides crudelis är en stekelart som först beskrevs av Turner 1919.  Xorides crudelis ingår i släktet Xorides och familjen brokparasitsteklar. Inga underarter finns listade i Catalogue of Life.